# Madsen-Saetter
Madsen-Saetter — данський кулемет загального призначення, розроблений компанією DISA у 1950-ті.

## Історія
На початку 1950-х років DISA, після припинення виробництва ручного кулемета Мадсена обрала для виробництва більш сучасної зброї того ж класу, розробку Еріка Ларсена-Зеттера — універсальний кулемет зі стрічковим живленням, запатентований у 1952. DISA придбала цей проєкт, додавши до його назви свій бренд Madsen.
Madsen-Saetter випускався в обмежених кількостях для пробних партій, але не так і не отримав жодного контракту. У 1950-х роках британська армія випробувала ранню версію цього кулемета, Mark I, для можливого прийняття на озброєння, але зрештою визнала його ненадійним, віддавши перевагу значно надійнішому, хоча й дорожчому варіанту — FN MAG.
Намагаючись покращити надійність зброї, DISA до 1959 року продовжувала розробку остаточної версії, Mark III (Mark II був практично таким самим, як Mark I). У цій версії ствол було укорочено на 4 дюйми, посилено механізм замикання ствола, сошку було полегшено заміною сталі на алюміній, мушка була зроблена відкидною, покращено механізм блокування ручки зведення тощо. В такому виконанні ця зброя була більш конкурентоздатною, але для нового кулемету не знайшлося покупців: за роки, поки вносилися ці зміни, на ринку вже надійно закріпилися такі сильні конкуренти, як бельгійський FN MAG 58, німецький MG 42/59 і американський M60.
На початку 1960-х років була зроблена спроба виготовити 12,7-мм важкий кулемет на основі тієї ж конструкції Зеттера, але він так і не пішов у масове виробництво.

## Опис
Madsen-Saetter використовує газовий поршень з довгим ходом. Вогонь ведеться з відкритого затвора, тільки в автоматичному режимі. Набої подаються за допомогою стрічок місткістю по 50 патронів, стрічки можуть бути з'єднані для забезпечення більшої місткості. Кулемет оснащено дерев'яним прикладом, пістолетним руків'ям і складною сошкою. Також DISA виготовляла триногі штативи для цього кулемета. Ствол швидкознімний, має рифлення для покращеного охолодження.

## Оператори
- Кілька кулеметів Madsen-Saetter замовила індонезійська армія; також Індонезія виробляла ліцензійні копії цієї зброї під патрон .30-06 на заводі Pindad[en][4].
- Національна гвардія Сальвадору[en] також замовила кілька кулеметів Madsen-Saetter цього калібру в 1961 році. Деякі з яких були пізніше модифіковані під патрони калібру 7,62. [5]